# 檜山爲次郎
檜山 爲次郎（ひやま ためじろう、1946年8月24日 - ）は、日本の有機化学者。京都大学大学院工学研究科教授を経て、京都大学名誉教授。中央大学機構フェロー。専門分野は、有機合成・有機化学・有機金属化学。

## 経歴
- 1969年 京都大学工学部工業化学科卒業
- 1971年 京都大学工学研究科工業化学専攻修士課程修了
- 1972年
  - 京都大学大学院工学研究科工業化学専攻 博士課程中退
  - 京都大学助手（野崎　一教授）
- 1975年
  - 工学博士
  - ハーバード大学化学科 博士研究員（岸　義人教授）
- 1981年 相模中央化学研究所・副主任研究員 班担当
- 1983年 相模中央化学研究所 主任研究員 班担当
- 1988年 相模中央化学研究所 主席研究員 班担当
- 1992年 東京工業大学資源化学研究所 教授，相模中央化学研究所 班担当（1997年3月まで）
- 1997年 京都大学大学院工学研究科 教授
- 2005年 近畿化学協会 会長
- 2009年 日本液晶学会 会長
- 2010年 京都大学名誉教授，京都大学学術出版会 理事長，中央大学研究開発機構 教授
- 2019年 中央大学機構フェロー

## 業績
野崎・檜山・岸反応（NHK反応），檜山カップリング，酸化的脱硫フッ素化反応，金属カルベノイドを活用する合成反応，カルボスタニル化反応，カルボシアノ化反応のほか，液晶材料の創製。

## 受賞歴
- 1980年 日本化学会進歩賞
- 2004年 日本液晶学会業績賞
- 2007年 有機合成化学協会賞
- 2008年 日本化学会賞
- 2012年 Humboldt 賞
- 2018年 Frederic Stanley Kipping賞
- 2019年 日本液晶学会功績賞
- 2019年 Richard F. Hech Lectureship

## 編著
- 檜山爲次郎; 野崎京子『有機合成のための触媒反応103』東京化学同人、2004年3月。ISBN 4-8079-0586-4。
- 檜山爲次郎；大嶌幸一郎編著『有機合成化学』東京化学同人、2012年3月。ISBN 978-4-8079-0760-1。
- Tamejiro Hiyama, “Organofluorine Compounds: Chemistry and Applications”, Springer, 2000, ISBN 978-3-662-04164-2
- Tamejiro Hiyama, coedited with Martin Oestreich, “Organosilicon Chemistry: Novel Approaches and Reactions”, Wiley-VCH, 2019, ISBN 978-3-527-34453-6
- 檜山爲次郎; 野崎京子; 中尾佳亮; 中野幸司『有機合成のための新触媒反応101』東京化学同人、2021年11月。ISBN 978-4-8079-2005-1。